# Sobek-hotep Sekh-em-re Se-wadj-tawy
Sobekhotep III (prijestolno ime: Sekhemresewdjtawy) bio je egipatski kralj iz 13. dinastije.
Sobekhotep III je vladao samo tri godine, odnosno jednu (prema Torinskom kanonu). Međutim, ostavio je relativno veliki broj predmeta i natpisa, kao što su hram Menthua u Madamudu and built a chapel at Elkab.  U Sehelu je pronađen oltar s njegovim imenom.
I kraljevska porodica je relativno dobro poznata. Otac mu se zvao Mentuhotep, a majka Jewetibaw. Kralj je imao dvije supruge - Senebhenas i Neni. S potonjom je imao kćeri Jewetibaw i Dedtanuq. Jewetibaw je ime ispisana na kartuši, što je drugi takav slučaj u egipatskoj historiji.
Postoje mnogi Sobekhotepovi skarabeji s natpisom službenik vladarovog stola. To neke egiptologe navodi na pomisao da je Sobekhotep III bio službenik prije dolaska na prijestolje.
Sa Sobekhotepom III se relativno stabilizirao autoritet Trinaeste dinastije, o čemu svjedoči da su njegovi nasljednici ostavili relativno veliki broj spomenika kojima se može datirati njihova vladavina.